# シップ・アニメーション
シップ・アニメーション（SIP Animation）は、フランスにかつて存在したアニメーションの企画・制作会社。2008年に事業を停止し、2023年に解散している。本社はパリにあった。旧社名はサバン・インターナショナル・パリ（Saban International Paris）で、シップ（SIP）は旧社名の略称。

## 概要
1977年（1978年とも）、ハイム・サバンとシャクリーン・トルジマンによって設立。設立当初は音楽事業を中心に活動しており、フランスに輸入された日本製アニメのフランス語吹き替え版の音楽を制作していた。1990年からアニメーションの制作を開始し、平均して1年に2つの作品を制作している。
1978年に放送された『UFOロボ グレンダイザー』のフランス語版の主題歌を手がける。同番組は大ヒットし、サバン・レコードからリリースされたレコードは135万枚の売り上げとなった。
1980年からDICエンターテイメントに音楽出版権の確保と引き換えに無償で音楽を提供。1983年、ハイム・サバンはアメリカ合衆国に移住し、翌年にはアメリカにサバン・エンターテイメントを設立。アメリカでの事業が拡大したことにより、パリとロサンゼルスの二箇所に本社が存在すると言う時期もあったが、最終的にサバン・パリはアメリカ側の子会社となった。
2001年7月にサバン・グループの親会社であるFOXファミリー・ワールドワイドがウォルト・ディズニー・カンパニーの傘下となることが決定。その影響で社名変更を余儀なくされ、2002年10月1日にシップ・アニメーションに社名を改称した。株式の49％はディズニーが保有しており、制作作品の国際配給はBVSエンターテイメントが手がけていた。
作画作業は中華人民共和国、大韓民国などの会社に外注しており、シップ社が手がけているのは企画、プリプロダクション、絵コンテの制作など。プレスコの収録はアメリカのスタジオで英語で行い、ポスト・プロダクション作業はフランスで行っていた。
2012年、ディズニーはSIPアニメーションの株式を全て買い取り、BVSエンターテイメントの完全子会社とした。同時に本社をウォルト・ディズニー・カンパニー フランスの内部に移転。2023年10月25日に会社は解散した。

## 制作作品
※サバン時代も含む。

### アニメ
- ルパン8世（1982）※制作中止[1]。
- 人魚姫マリーナの冒険（SABAN'S ADVENTURES OF THE LITTLE MERMAID）（1991） - 英語版製作
- Little Shop（1991）
- Les Aventures de Carlos（SABAN'S AROUND THE WORLD IN EIGHTY DREAMS）（1992）
- Les Nouveaux Voyages de Gulliver（SABAN'S GULLIVER'S TRAVELS）（1992–1993）
- Les Voyages de Corentin（JOURNEY TO THE HEART OF THE WORLD）（1993–1994）
- 20 000 Lieues dans l'espace（SPACE STRIKERS）（1993–1995）
- Iznogoud（1995）
- Les Kikekoi（SABAN'S THE WHY WHY FAMILY）（1996）
- Les Nouvelles Aventures d'Oliver Twist（SABAN'S ADVENTURES OF OLIVER TWIST）（1996–1997）
- Princesse Sissi（PRINCESS SISSI）（1997–1998）
- Achille Talon（WALTER MELON）（1998–1999）
- Diabolik - Sur les Traces de la Panthère（SABAN'S DIABOLIK - TRACK OF THE PANTHER）（1999–2001）
- Jim Bouton（JIM BUTTON）（1999）
- Der Wunschpunsch/Wounchpounch（WUNSCHPUNSCH）（2000–2001）
- Jason et les héros de l'Olympe（JASON AND THE HEROES OF MOUNT OLYMPUS）（2001–2002）
- Gadget & les Gadgetini（GADGET & THE GADGETINIS）（2002–2003）
- Sacre Andy!（WHAT'S WITH ANDY?）（2003–2004）※第2シーズンから参加[1]。
- Les Tofu（THE TOFUS）（2004–2005）
- ウィッチ -W.I.T.C.H.-（W.I.T.C.H.）（2004–2006）
- A.T.O.M. - Alpha Teens on Machines（2005–2007）
- Combo Niños（2008）
- Inukshuk（2009）

### 音楽
- 宇宙伝説ユリシーズ31（1981） - フランス版音楽
- 太陽の子エステバン（1982） - フランス版音楽